# Bendena
Bendena – jednostka osadnicza w Stanach Zjednoczonych, w stanie Kansas, w hrabstwie Doniphan.